# Ralph Albert Blakelock

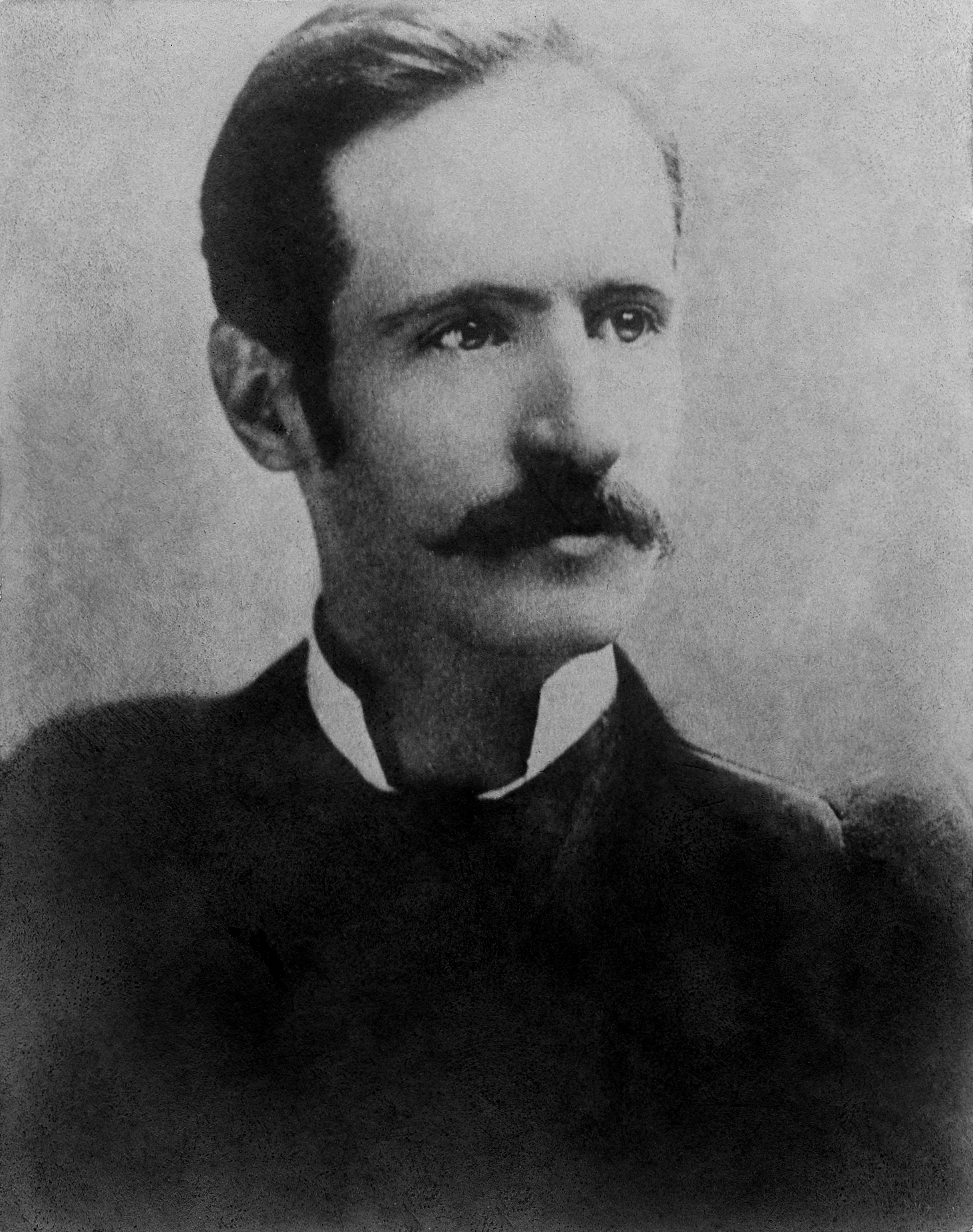
Portraitfoto, circa 1870

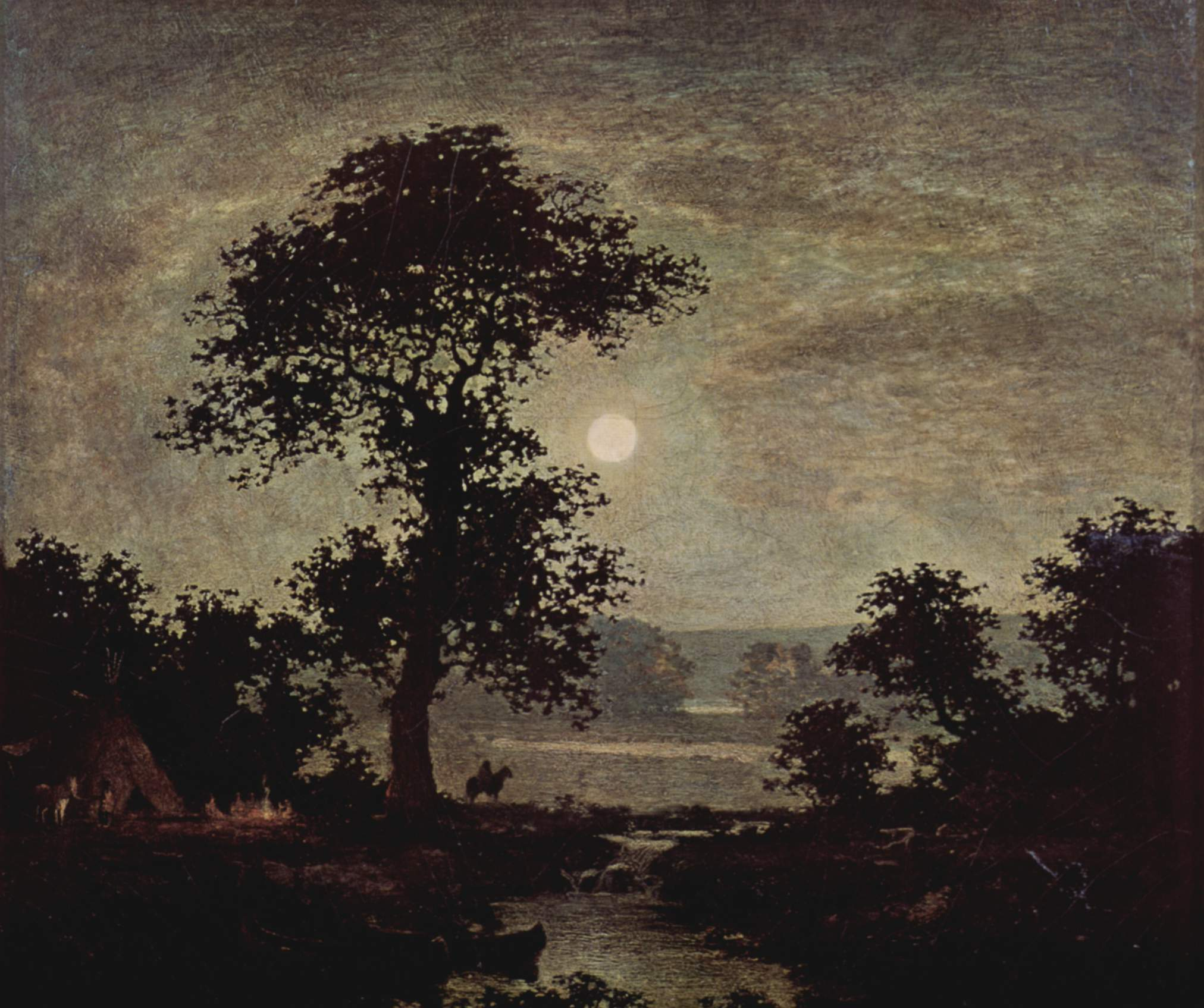
Moonlight, 1885

Ralph Albert Blakelock (* 15. Oktober 1847 in New York City, New York; † 9. August 1919 bei Elizabethtown, New York) war ein US-amerikanischer Maler der Romantik.

## Leben
Anders als andere amerikanische Künstler seiner Zeit, die zu ihrer Ausbildung und Inspiration Europa bereisten, verbrachte Blakelock viele Jahre seines Lebens im Wilden Westen und erkundete und malte die dortige Landschaft. Wegen des ausbleibenden Erfolgs war es nicht leicht für ihn, seine Frau und seine acht Kinder zu ernähren.
Zurück in seiner Heimat New York wurde er psychisch krank. Nachdem man ihn in Banken bei dem Versuch erwischt hatte, selbstgemalte Millionen-Dollar-Scheine einzulösen, wies man ihn in eine psychiatrische Anstalt ein, wo man bei ihm paranoide Schizophrenie diagnostizierte. Dadurch kam Blakelock in die Schlagzeilen, sodass sich seine Gemälde plötzlich besser verkauften. Die verbleibenden zwanzig Jahre, von 1899 bis zu seinem Tode 1919, verbrachte Blakelock größtenteils als Patient in dieser Anstalt.
Eines seiner vielen Mondlicht-Bilder erzielte 1917 mit 20.000 Dollar den höchsten Preis, der jemals zuvor für ein Werk eines lebenden amerikanischen Malers bei einer Auktion gezahlt worden war. Bereits 1916 hatte man ihn zum Mitglied (NA) der National Academy of Design gewählt.
Typisch für Blakelocks Gemälde sind das alles überflutende Licht, vor allem das Mondlicht, die Kontraste zwischen hellen und dunklen Flächen und eine außergewöhnliche Detailtreue.
Blakelocks Bilder spielen eine wichtige Rolle in Paul Austers Roman Mond über Manhattan.

## Zitat
- „Der Künstler ist nichts, seine Kunst ist alles.“ – Ralph Albert Blakelock nach Glyn Vincent, S. 251